# Wyong

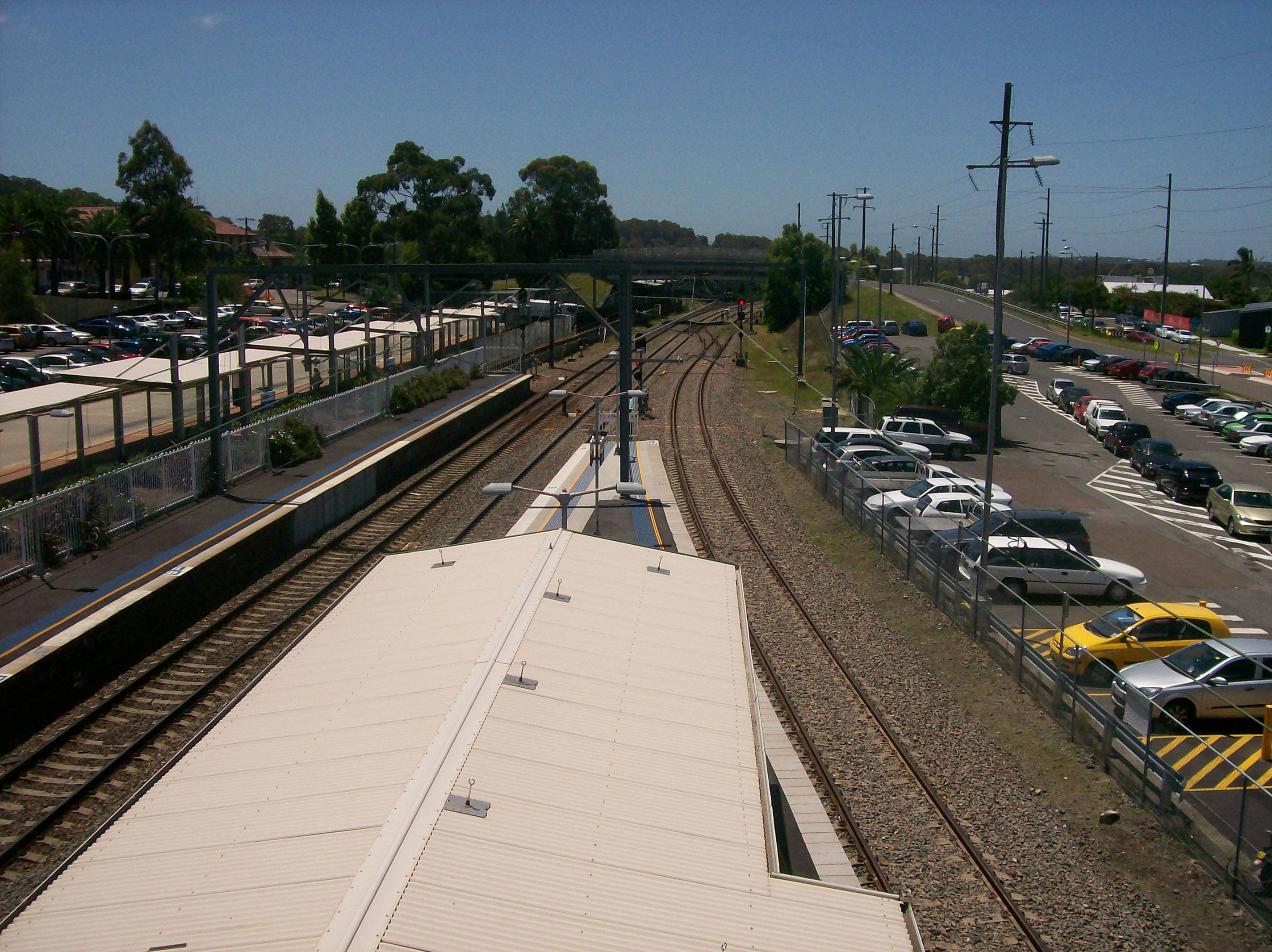
Gare de Wyong.

Wyong est une ville-banlieue australienne située dans la zone d'administration locale de la Côte centrale, dont elle est l'un des sièges avec Gosford, en Nouvelle-Galles du Sud.

## Géographie
Wyong fait partie de l'agglomération de la Côte centrale et est située dans l'est de la Nouvelle-Galles du Sud, près de la côte de la mer de Tasman, à 20 km au nord de Gosford et environ 90 km au nord-est du centre d'affaires de Sydney.
La ville est desservie par la gare de Wyong (en) du réseau NSW TrainLink.

## Histoire
La localité est fondée en 1888 et est le siège du comté de Wyong jusqu'en 2016, quand ce dernier fusionne avec la ville de Gosford pour former la zone d'administration locale de Côte centrale.

## Démographie
| 2001  | 2006  | 2011  | 2016  | 2021  |
| ----- | ----- | ----- | ----- | ----- |
| 3 168 | 3 116 | 3 632 | 4 326 | 4 530 |